# Mier (Asturias)
Mier es un lugar y una parroquia del concejo de Peñamellera Alta en la comarca de Oriente, Principado de Asturias, España.

## Geografía
Con una superficie de 15,98 km², ocupa el cuadrante suroriental del concejo, con un terreno que va ganando altitud desde la orilla del Cares hasta las elevaciones del Cabezu los Novillos (1.228 m.), Cabeza Vigueres (1.318 m.) o Cabezu Libroto (1.194 m.).
Comprende únicamente un lugar:
- Mier que se asienta a una altitud de 64 metros en el fondo del valle, quedando dividido el caserío en dos barrios por el río Cares: Mier d'Acá y Mier d'Allá.

También pertenece a Mier el barrio de Niserias, a un kilómetro río abajo. Es una venta situada en la margen izquierda del río que allí recibe a la riega de Padrino que baja de Alles. En el lugar se encuentra una central eléctrica y un establecimiento hostelero. 
Está a 4,3 kilómetros de la capital del concejo Alles por la  AS-345 . También está conectada con Panes por la  AS-114  a 10,6 km. Su población es de 64 habitantes en 2022. 
Celebran sus fiestas el día 6 de agosto por San Justo.

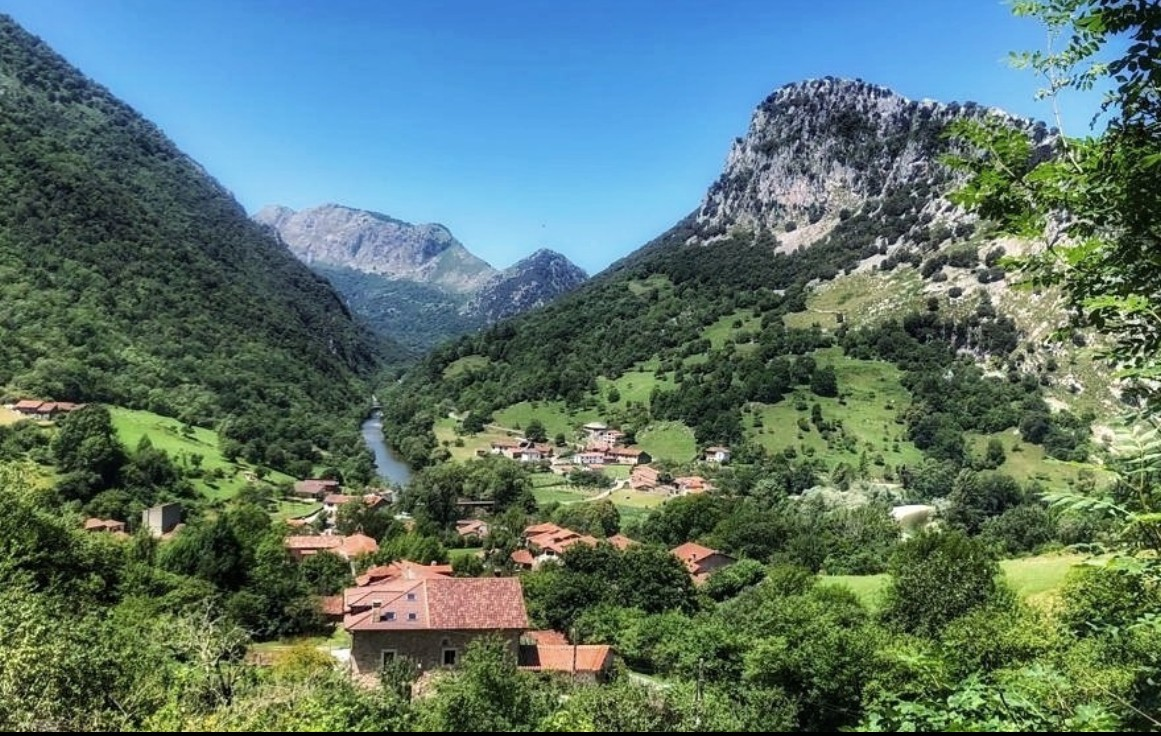
Mier dividido por el Cares

## Edificios singulares
- La iglesia parroquial de San Pedro es del siglo XVI, con añadidos posteriores.
- Palacio de La Lanjarera, se encuentra en el barrio de Mier d'Acá y data del siglo XVI. Consta de dos pisos realizados en mampostería, con sillares en vanos y esquinas. En su bajo hay dos portadas de arco de medio punto. En lo alto y entre dos ventanas adinteladas se encuentra el escudo de la familia Mier.
- Casona de Mier d'Acá, del siglo XVII, de estructura cúbica, dos plantas y pequeña capilla.
- Palacio de los Mier, en Mier d'Allá, del siglo XVII, con corredor de madera y portada de arco de medio punto.

## Demografía
Según los últimos datos recogidos del año 2022, Mier cuenta con una población de 64 habitantes (35 hombres y 29 mujeres).   
A continuación, se muestra la evolución demográfica desde el año 2000:  
| Gráfica de evolución demográfica de Mier entre 2000 y 2022                               |
|                                                                                          |
| Fuente: Instituto Nacional de Estadística de España - Elaboración gráfica por Wikipedia. |